# Elasmus pullatus
Elasmus pullatus är en stekelart som beskrevs av Howard 1885. Elasmus pullatus ingår i släktet Elasmus och familjen finglanssteklar. Inga underarter finns listade i Catalogue of Life.